# Примак Федір Якович
Примак Федір Якович (11 (23) квітня 1899, Татарівка — 9 вересня 1981, Київ) — український радянський терапевт, доктор медичних наук (з 1936 року), професор (з 1939 року), заслужений діяч науки і техніки УРСР (з 1964 року). Член правління Українського республіканського наукового товариства терапевтів, редколегії журналу «Врачебное дело».

## Біографія
Народився 11 (23 квітня) 1899 року в селі Татарівці Чернігівської губернії (тепер Софіївка Носівського району Чернігівської області) в селянській родині. Навчався у Ніжинській гімназії. У 1918 році поступив на медичний факультет Київського університету, який в період навчання був реорганізований у Київський медичний інститут.
По закінченню інституту у 1924 році проходив стажування в медичних інститутських клініках та в Бобровицькій районній лікарні Чернігівської губернії. У 1925–1928 роках, на запрошення академіка Феофіла Гавриловича Яновського, працював ординатором у терапевтичній клініці Київського медичного інституту, а з 1928 по 1932 рік аспірантом. У 1932–1936 роках — науковий співпрацівник клінічного відділу київських Інституту експериментальної біології і патології, у 1936–1940 роках — Інституту клінічної медицини та Інституту клінічної фізіології АН УРСР у 1938–1940 роках. За сумісництвом, у 1937–1940 роках — доцент кафедри факультетської терапії Київського медичного інституту. У 1941 році завідував кафедрою факультетської терапії Львівського медичного інституту. У 1941–1946 роках — головний терапевт військових шпиталів у Башкирії, за сумісництвом у 1942–1943 роках професор кафедри факультетської терапії медичного інституту в Уфі. У 1947–1952 роках — професор кафедри факультетської терапії, у 1952–1973 роках — завідувач, у 1973–1978 роках — професор кафедри пропедевтики внутрішніх хвороб Київського медичного інституту.

Могила Федора Примака

Помер 9 вересня 1981 року. Похований у Києві на Байковому кладовищі.

## Наукова діяльність
Напрями наукових досліджень: проблеми ангіології, зокрема, вивчення ролі змін білкового складу крові, судинної стінки в патогенезі набряків; зміни капілярів шкіри при ревматизмі, капілярів і судинного русла організму при анафілаксії й алергічних реакціях; гістофізіологія лімфатичної системи серця в нормі і патології; діагностика, клініка й лікування туберкульозу, гіпертонічної хвороби, раневого сепсису, гіпоксичних станів та інше.
Був науковим керівником 27 кандидатів, науковим консультантом — 6 докторів наук. Серед учнів Федора Примака — доктори наук, професори Олександр Грицюк, Григорій Даніш, Ігор Щуліпенко тощо.
Автор близько 190 наукових і навчально-методичних праць, серед них дві монографії. Основні праці: 
- Дієтичне лікування ниркових захворювань (дипл. праця). Київ, 1925;
- Про деякі біохімічні зміни в організмі при різних патологічних процесах. Журн ВУАН 1932, № 1;
- (рос.)Действие Мацестовских ванн и гидротерапии на кровеносные капилляры кожи человека. Сов Мед 1935, № 3;
- Термінальні набряки м'язів (докторська дисертація, монографія). Київ, 1936;
- Головні клінічні риси українського ендемічного вола. Медичний журнал АН УРСР 1936, № 1;
- Зміни кровоносних капілярів шкіри під час алергічного стану. В кн: Алергія. Київ, 1937;
- (рос.)Отек как метод изучения лимфатической системы. Клин Мед 1938, № 1;
- (рос.)Значение лимфатической системы в клинике сердечных заболеваний. Тер Арх 1938, № 6;
- Серцево-судинна недостатність та гіпоксидози у внутрішній патології (монографія). Київ, 1963.

## Відзнаки
Нагороджений орденом Леніна, двома орденами «Знак Пошани» та медалями. Йому було присвоєно звання заслуженого діяча науки і техніки УРСР.

## Пам'ять

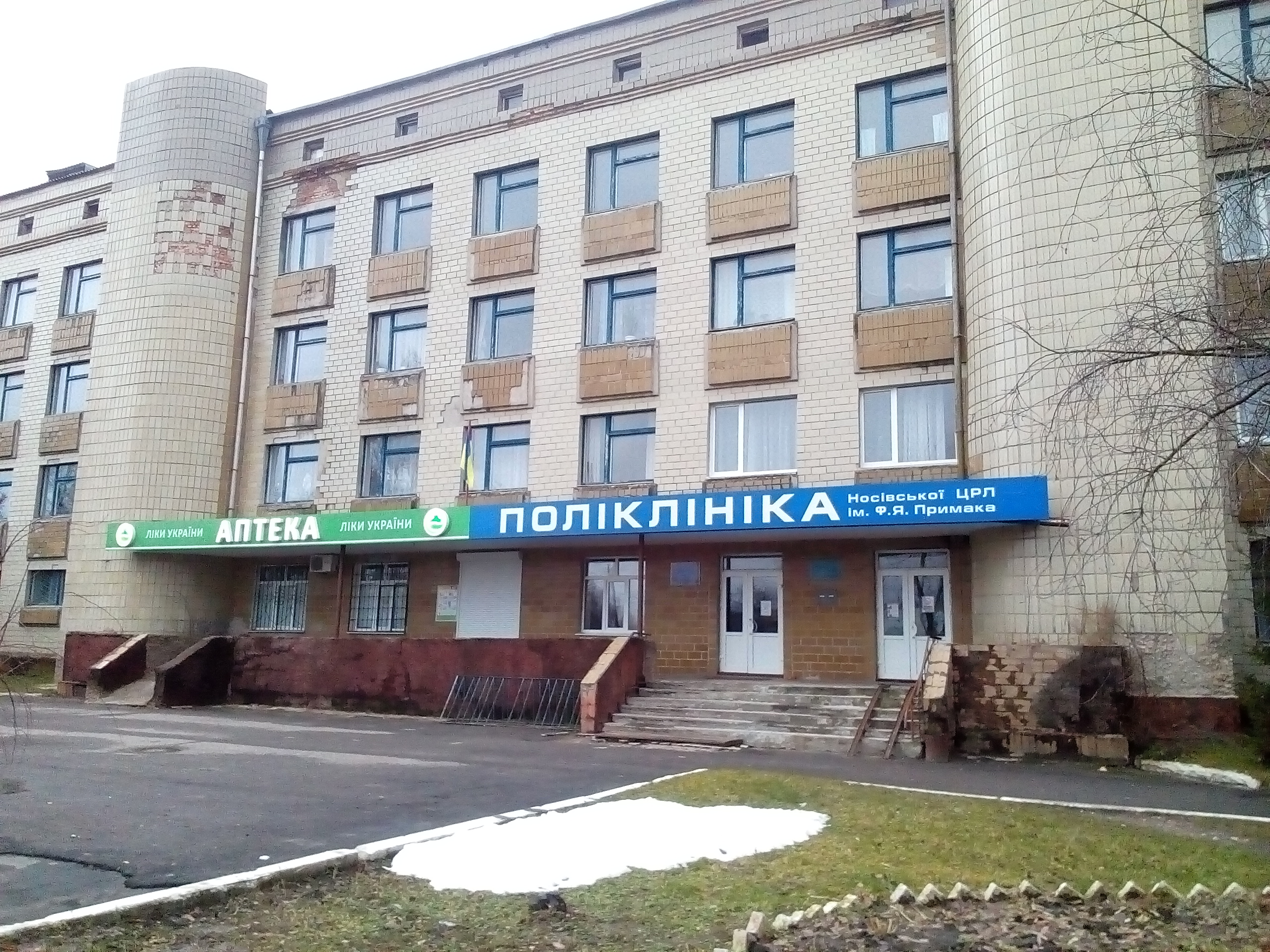
Поліклініка Носівської ЦРЛ ім. Ф. Я. Примака

Іменем Ф. Я. Примака названа Носівська центральна районна лікарня.